# Флорес, Хосе Асунсьон
Хосе Асунсьон Флорес (исп. José Asunción Flores, 27 августа 1904 — 16 мая 1972) — парагвайский композитор, дирижёр, создатель жанра лирических песен гуарания и политик-коммунист.

## Биография
Флорес родился в бедном пригороде Асунсьона. В детстве ему пришлось работать разносчиком газет и чистильщиком обуви, чтобы помочь своей матери заработать на еду и другие необходимые вещи. В возрасте 11 лет он уже вступил в оркестр городской полиции и был студентом композитора Феликса Фердинандеса и директора Сальвадоре Дентиче. В 1922 году он сочинил свою первую песню — польку «Мануэль Гондра».

## Рождение гуарании
В 1925 году после нескольких экспериментальных аранжировок старой парагвайской песни Maerãpa Reikuaase он создает новый жанр, который он назвал гуарания. Его первой песней в новом жанре стала Jejui. Цель нового жанра он видел в том, чтобы выразить чувства парагвайского народа в музыке. Впоследствии Флорес так комментировал своё детище:
Гуарания происходит от моего народа, она написана моим народом и для моего народа.
В 1928 Флорес встречает поэта из Гвайры Мануэля Ортиса Герреро, и вскоре после этого они начали совместную работу над созданием наиболее красивых на сегодняшний день песен в жанре гуарания India, Cerro Corá и Panambí Verá.
В 1932 он зачислен в армию и участвует на стороне Парагвая в Чакской войне. После войны в Парагвае начинается политическая нестабильность и Флорес уезжает в Буэнос-Айрес. Пока он жил в Аргентине, его песни распространились по всему Парагваю и жанр гуарания стал очень успешным, подтвердив оригинальность творчества Флореса. В 1944 песня India была объявлена Парагвайским правительством «национальной песней». Во время жизни в Буэнос-Айресе Флорес также работал над классической музыкой и написал двенадцать симфоний.

## Изгнание, смерть, наследие
За свои работы и вклад в музыку и культуру Парагвая в 1949 году Флорес был награждён Национальным орденом «За заслуги». Однако он отказался от награды протестуя против убийства студента, которое произошло на демонстрации против правительства. Из-за этого правительство записало его в «предатели» и когда Альфредо Стресснер стал президентом Парагвая в 1954 году, Флоресу запретили возвращаться в Парагвай. Ему отказали в его просьбе разрешить вернуться в свою страну даже в последние годы его жизни, когда он болел и желал увидеть родину и свой народ последний раз перед смертью. Несмотря на то, что правительство запрещало его песни, их все ещё играли радиостанции и люди, кто уже считали себя последователями жанра Гуарания. Флорес умер в 1972 году в Буэнос-Айресе.
В 1991, после отставки Стресснера, останки Флореса были возвращены в Парагвай, и он покоится на площади, названной его именем.
Композитор не раз приезжал в Советский Союз, его композиция «Песня петушка» в исполнении симфонического оркестра Всесоюзного радиокомитета под его управлением часто звучала на всесоюзном радио в 1950-60 годы.
Сегодня Флореса считают одним из лучших композиторов и одним из наиболее значительных музыкальных персон Парагвая. Его работоспособность позволила ему сформировать и связать способ жизни и чувства парагвайцев с музыкой.

## Работы
Наиболее известные работы Хосе Асунсьона Флореса:
- India
- Nde Rendape ajú
- Panambí Verá
- Paraguaýpe
- Buenos Aires, Salud
- Kerasy
- Nde Raty Py Kuá
- Obrerito
- Gallito Cantor (в России известна как «Песня петушка»)[6]
- Purahéi Paha
- Mburicao
- Ñasaindype
- Ñande Aramboha
- Cholí
- Musiqueada Che Amape
- Ka´aty
- Arribeño Resay

Его наиболее важные симфонии:
- Pyhare pyte
- Ñande Ru Vusu
- María de la Paz